# Анаїсіс Ернандес
Анаїсіс Ернандес  (ісп. Anaisis Hernández, 30 серпня 1981) — кубинська дзюдоїстка, олімпійська медалістка.

## Виступи на Олімпіадах
| Олімпіада  | Дисципліна        | Місце |
| ---------- | ----------------- | ----- |
| Афіни 2004 | середня категорія | AC    |
| Пекін 2008 | середня категорія | 2     |